# Пропионат кальция
Пропиона́т ка́льция — органическое соединение, соль кальция и пропионовой кислоты с формулой Ca(C2H5COO)2. Представляет собой бесцветные кристаллы, которые хорошо растворяются в воде.
Пропионат кальция является разрешённой пищевая добавка E282, применяется в промышленном хлебопечении в качестве консерванта пищевых продуктов, кормов, косметических средств против плесени. 

## Получение
Пропионат кальция получают взаимодействием оксида кальция или гидроксида кальция с пропионовой кислотой, после взаимодействия избыток воды выпаривают при неглубоком вакууме от 0,6 до 0,95 бар при температуре около 70—90 °C.
{\displaystyle {\ce {CaO + 2(C2H5COOH) -> Ca(C2H5COO)2 + H2O;}}}
{\displaystyle {\ce {Ca(OH)2 +2(C2H5COOH) ->Ca(C2H5COO)2 + 2H2O.}}}
Из пересыщенного водного раствора выпадает в виде моногидрата {\displaystyle {\ce {Ca(C2H5COO)2.H2O}}}. При нагреве свыше 100 °С теряет кристаллизационную воду. Разлагается при 350−450 °С с образованием карбоната кальция.

## Физические свойства
Пропионат кальция образует бесцветные кристаллы моноклинной сингонии, пространственная группа P 21/a, параметры ячейки a = 2,43751 нм, b = 0,68124 нм, c = 0,59143 нм, β = 95,320°, Z = 8.
Растворяется в воде, слабо растворяется в метаноле и этаноле, не растворяется в бензоле.

## Применение
В качестве пищевой добавки он указан под номером 282 в Кодексе Алиментариус. Пропионат кальция используется в качестве консерванта в самых разных продуктах, включая: хлеб, другие хлебобулочные изделия, обработанное мясо, молочные продукты. В сельском хозяйстве он используется, среди прочего, для предотвращения молочной лихорадки у коров и в качестве кормовой добавки. Пропионаты препятствуют выработке микробами необходимой им энергии, как это делают бензоаты. Однако, в отличие от бензоатов, пропионаты не требуют кислой среды.
Пропионат кальция используется в хлебобулочных изделиях в качестве ингибитора плесени, обычно в количестве 0,1-0,4 % (хотя корм для животных может содержать до 1 %). Загрязнение плесенью считается серьёзной проблемой среди пекарей, и условия, обычно встречающиеся при выпечке, представляют собой почти оптимальные условия для роста плесени.
Несколько десятилетий назад Bacillus mesentericus представляла собой серьёзную проблему, но сегодняшние улучшенные санитарные правила в пекарне в сочетании с быстрым оборотом готовой продукции практически устранили эту форму порчи. Пропионат кальция эффективен как против Bacillus mesentericus, так и против плесени.
Пропионат кальция можно использовать в качестве фунгицида для фруктов. Пропионат кальция также используется как консервант в косметических средствах и средствах личной гигиены.

## Механизм действия
Метаболизм пропионата начинается с его превращения в пропионил-кофермент А (пропионил-КоА), первый этап метаболизма карбоновых кислот. Поскольку пропановая кислота имеет три атома углерода, пропионил-КоА не может напрямую участвовать ни в бета-окислении, ни в циклах лимонной кислоты. У большинства позвоночных пропионил-КоА карбоксилируется до D-метилмалонил-КоА, который изомеризуется в L-метилмалонил-КоА. Зависимый от витамина В12 фермент катализирует перегруппировку L-метилмалонил-КоА в сукцинил-КоА, который является промежуточным продуктом цикла лимонной кислоты и может быть легко включён в него.

## Безопасность

### Позиция регулирующих органов
Управление по санитарному надзору за качеством пищевых продуктов и медикаментов (FDA) считает пропионат кальция «общепризнанным безопасным» в качестве пищевой добавки Е282. Пропионат кальция указан в Постановлении Комиссии (ЕС) № 231/2012 в качестве разрешённой безопасной пищевой добавки и классифицируется в категории «добавки, отличные от красителей и подсластителей». В 2014 году, Европейское агентство по безопасности пищевых продуктов и медикаментов (EFSA) после изучения генотоксичности, канцерогенности, токсичности пропионата кальция пришло к выводу, что «максимальные концентрации пропионовой кислоты и её солей при их разрешённых в настоящее время видах применения и уровнях использования в качестве пищевых добавок не представляют опасности для человеческого здоровья».

### Прочие исследования
Исследование, проведённое в 2002 году, показало, что пропионат кальция может вызывать раздражимость, беспокойство, невнимательность и нарушение сна у некоторых детей при ежедневном употреблении. Побочные реакции могут быть уменьшены, если снизить концентрации пропионата кальция.
В исследовании, опубликованном в 2019 году, было обнаружено, что добавление пропионата кальция в пищу может создать дисбаланс в кишечной микробиоте, вызывая изменение нейроповедения и резистентность к инсулину.